# Долговка (Челябинская область)
Долговка — село в Еткульском районе Челябинской области России. Входит в состав Коелгинского сельского поселения.

## География
Село находится на востоке Челябинской области, в лесостепной зоне, на левом берегу реки Сухарыш, на расстоянии 40 километров (по прямой) к западу от села Еткуль, административного центра района. Абсолютная высота 266 метров над уровнем моря.

## Население
| 2002 | 2010 |
| ---- | ---- |
| 441  | ↘440 |

Гендерный состав
По данным Всероссийской переписи населения 2010 года в гендерной структуре населения мужчины составляли 43,9 %, женщины — 56,1 %.
Национальный состав
Согласно результатам переписи 2002 года, в национальной структуре населения русские составляли 90 %.

## Улицы
Уличная сеть села состоит из трёх улиц и двух переулков.